# Хризолит
Хризоли́т (от др.-греч. χρυσός — золото и λίθος — камень) — минерал, прозрачная ювелирная разновидность оливина подкласса островных силикатов. Синоним: «перидот». Цвет от жёлто-зелёного, иногда почти изумрудно-зелёного, до оливково-зелёного и тёмного шартрёза, с характерным золотистым оттенком. Используется в ювелирном деле; относится к полудрагоценным камням (самоцветам).
В старину хризолит часто называли «вечерним изумрудом», так как в сумерках и особенно при свечах его зелёный цвет более заметен.

## Состав и происхождение
Ортосиликат железа-магния (Mg,Fe)2SiO4. Образует короткостолбчатые и призматические кристаллы, обычно увенчанные пирамидальной головкой.

## Месторождения
Лучшее и самое известное месторождение хризолита, эксплуатирующееся с перерывами с глубокой древности и до нашего времени и знаменитое особо крупными кристаллами, находится на о. Зебергед (Арабская республика Египет). Остров необитаем и расположен в центральной части Красного моря.
В России его месторождения незначительны, встречается главным образом в алмазоносных породах и россыпях на севере Красноярского края и в Якутии. Ювелирного качества хризолит встречается в Мурманской области в породах Ковдорского массива.
Другие важные находятся в Пакистане, США (штат Аризона), Австралии, Бразилии, Шри-Ланке, Афганистане, Египте, Танзании и ЮАР.

## История
Хризолит как драгоценный камень был известен за 4000 лет до н. э. Чаще всего он встречается вместе с пиропом в алмазоносных породах. Названия камней уходят в глубину веков, когда ещё не было возможности различать их иначе, нежели по цвету и твёрдости. В частности Плиний Старший использовал это слово для обозначения всех золотисто-желтых камней, не различая хризолит с топазом.
Хризолит как один из «Библейских камней» упоминается ещё в Ветхом Завете. В книге Иосифа Флавия повествуется, что этот камень в четвёртом ряду украшает одежды первосвященника. Хризолит украшает седьмое основание Небесного Иерусалима в «Апокалипсисе» Иоанна Богослова.
Огранённый хризолит, входящий в число регалий Российской короны, хранится в Алмазном фонде России и относится к «семи историческим камням». Образец обладает редкой оливково-зелёной окраской и является чистым, не считая нескольких трудноразличимых трещинок, не достигающих поверхности камня. Крупная, слегка выпуклая верхняя площадка окружена ступенчатыми гранями. Огранка низа менее обычна и состоит из многочисленных неправильных четырёхугольных граней. Камень имеет удлинённую форму с размерами по периметру 5,2 × 3,5 см и высоту 1,05 см. Вес камня 192,75 карата. В прошлом он был заключён в красивую золотую оправу с тридцатью бриллиантами. Некоторые считают, что именно этот камень и есть тот самый «изумруд», сквозь который Нерон взирал на учинённые им безобразия, в том числе на якобы устроенный по его приказу пожар Рима.
Крестоносцы охотно привозили хризолиты из крестовых походов, и он был известен в Европе довольно давно, но популярным стал только в XIX веке.
Хризолиты украшают золотой оклад знаменитой иконы Андрея Рублева «Троица», находящийся в Троице-Сергиевой лавре.
Самый крупный огранённый хризолит весом 310 каратов хранится в Смитсоновском институте в Вашингтоне. Ещё один крупный хризолит в 146 каратов экспонируется в Геологическом музее в Лондоне.

## Поверья и легенды
В «Изборнике Святослава» (1073 г.) можно прочитать о хризолите: «…аки злат есть, обретается же на краю Ахимениды вавилонской… болящим чревом целитель есть».
На сегодняшний день лечебные свойства камней не имеют каких-либо научных подтверждений.
В сказе П. Бажова «Серебряное копытце» волшебный козёл выбивает своими ножками именно хризолиты — их потом находят люди на тех местах, где козёл бегал по лугам.